# Moravecia australiensis
Moravecia australiensis is een rondwormensoort uit de familie van de Guyanemidae. De wetenschappelijke naam van de soort is voor het eerst geldig gepubliceerd in 2004 door Ribu & Lester.